# Tercera Avenida Noreste
La 3.ª Avenida Noreste (Tercera Avenida Noreste) es una de las arterias más extensas del cuadrante noreste de Managua, Nicaragua. Se extiende desde la zona costera del Paseo Xolotlán, en el Malecón de Managua, hasta conectar con la Carretera Norte, atravesando barrios, zonas residenciales, comerciales y vías principales.

## Trazado
Esta avenida inicia en el Paseo Xolotlán al norte del centro histórico de Managua. Desde ahí, avanza hacia el sureste, intersectando importantes vías como la Carretera Panamericana, una de las salidas más importantes de la capital.

## Intersecciones principales
- Paseo Xolotlán
- 5.ª Calle Noreste
- Carretera Norte

## Barrios que atraviesa
- Centro histórico de Managua

## Historia
Antes del terremoto de Managua de 1972, esta avenida servía como una conexión secundaria hacia el norte de la ciudad. Tras el proceso de descentralización urbana, su importancia creció como una vía de enlace entre el centro histórico y las zonas industriales y periféricas de Managua.

## Coordenadas
- Punto inicial (Paseo Xolotlán): 12°08′55″N 86°15′18″O / 12.14861, -86.25500
- Punto final (Carretera Norte): 12°09′50″N 86°14′50″O / 12.16389, -86.24722